# Remoncourt (Vosges)
Remoncourt és un municipi francès, situat al departament dels Vosges i a la regió del Gran Est. L'any 2007 tenia 594 habitants.

## Demografia

### Població
El 2007 la població de fet de Remoncourt era de 594 persones. Hi havia 224 famílies, de les quals 64 eren unipersonals (48 homes vivint sols i 16 dones vivint soles), 68 parelles sense fills, 84 parelles amb fills i 8 famílies monoparentals amb fills.
La població ha evolucionat segons el següent gràfic:
Habitants censats

### Habitatges
El 2007 hi havia 265 habitatges, 239 eren l'habitatge principal de la família, 5 eren segones residències i 21 estaven desocupats. 221 eren cases i 42 eren apartaments. Dels 239 habitatges principals, 180 estaven ocupats pels seus propietaris, 50 estaven llogats i ocupats pels llogaters i 9 estaven cedits a títol gratuït; 3 tenien una cambra, 10 en tenien dues, 19 en tenien tres, 60 en tenien quatre i 147 en tenien cinc o més. 207 habitatges disposaven pel capbaix d'una plaça de pàrquing. A 97 habitatges hi havia un automòbil i a 117 n'hi havia dos o més.

### Piràmide de població
La piràmide de població per edats i sexe el 2009 era:
| Homes | Edats   | Dones |
| ----- | ------- | ----- |
| 0     | 95 o +  | 0     |
| 0     | 90 a 94 | 0     |
| 8     | 85 a 89 | 8     |
| 12    | 80 a 84 | 12    |
| 8     | 75 a 79 | 12    |
| 8     | 70 a 74 | 12    |
| 4     | 65 a 69 | 4     |
| 20    | 60 a 64 | 4     |
| 8     | 55 a 59 | 28    |
| 28    | 50 a 54 | 32    |
| 12    | 45 a 49 | 16    |
| 28    | 40 a 44 | 16    |
| 24    | 35 a 39 | 20    |
| 16    | 30 a 34 | 8     |
| 24    | 25 a 29 | 20    |
| 28    | 20 a 24 | 20    |
| 28    | 15 a 19 | 20    |
| 20    | 10 a 14 | 32    |
| 12    | 5 a 9   | 12    |
| 0     | 0 a 4   | 20    |

## Economia
El 2007 la població en edat de treballar era de 382 persones, 285 eren actives i 97 eren inactives. De les 285 persones actives 263 estaven ocupades (141 homes i 122 dones) i 22 estaven aturades (17 homes i 5 dones). De les 97 persones inactives 43 estaven jubilades, 26 estaven estudiant i 28 estaven classificades com a «altres inactius».

### Ingressos
El 2009 a Remoncourt hi havia 242 unitats fiscals que integraven 576,5 persones, la mediana anual d'ingressos fiscals per persona era de 18.023 €.

### Activitats econòmiques
Dels 11 establiments que hi havia el 2007, 1 era d'una empresa alimentària, 1 d'una empresa de construcció, 2 d'empreses de comerç i reparació d'automòbils, 2 d'empreses d'hostatgeria i restauració, 2 d'empreses immobiliàries, 2 d'entitats de l'administració pública i 1 d'una empresa classificada com a «altres activitats de serveis».
Dels 3 establiments de servei als particulars que hi havia el 2009, 1 era un guixaire pintor, 1 perruqueria i 1 restaurant.
Dels 2 establiments comercials que hi havia el 2009, 1 era una botiga de més de 120 m² i 1 una botiga de menys de 120 m².
L'any 2000 a Remoncourt hi havia 8 explotacions agrícoles.

## Equipaments sanitaris i escolars
L'únic equipament sanitari que hi havia el 2009 era una farmàcia.
El 2009 hi havia una escola elemental.

## Poblacions més properes
El següent diagrama mostra les poblacions més properes.